# Bunny Berigan
Rowland Bernard "Bunny" Berigan (Hilbert, 2 november 1908 - New York 2 juni 1942) was een Amerikaanse jazztrompettist uit het swingtijdperk. Hij was in die tijd naast Louis Armstrong en Roy Eldridge de belangrijkste trompettist.

## Het begin
Bunny Berigan was een muzikaal wonderkind, dat al vroeg viool en piano speelde. Hij speelde in lokale orkesten en solliciteerde in 1928 of 1929 als trompettist bij Hal Kemp, die hem afwees. In 1930 nam Kemp hem echter wel aan en nam hem mee op tournee door Europa. Ook volgden plaatopnames. Vanaf 1931 werd hij een veelgevraagd studiomuzikant en speelde hij in verschillende orkesten, voor plaatopnames, radio-uitzendingen en Broadway-shows. Hij werkte in de band van Paul Whiteman (eind 1932, 1933), Abe Lyman (1934) en vooral het CBS-orkest van Fred Rich (tot 1935). Met dat laatste orkest speelde hij in 1934 ook in een korte film, 'Mirrors'.

## Successen
Hij had als solist een grote reputatie. In 1935 speelde hij enkele maanden in de band van Benny Goodman. Hij soleerde op twee platen van Goodman, 'King Porter Stomp' en 'Sometimes I'm Happy', die veel succes hadden: het waren de eerste hits voor Goodman. Met zijn band ging Berigan ook mee op de tournee door het westen van Amerika, dat eindigde in het beroemde optreden in Palomar Ballroom, Los Angeles, dat gezien wordt als het begin van het swing-tijdperk. Hij speelde datzelfde jaar ook bij Glenn Miller, die zijn eerste orkest had. Met Berigan maakte Miller zijn eerste opnames als leider. Daarna ging Berigan weer studio-werk doen, onder andere voor Billie Holiday. In 1936 werd hij lid van de band van Tommy Dorsey en leverde zijn spel Dorsey twee hits op: 'Marie' en 'Song of India'.

## Eigen orkest
In 1937 begon Berigan een eigen orkest, dat in financiële zin niet erg succesvol was, hoewel hij snel een hit had met de klassieker 'I Can't Get Started' (een compositie van Ira Gershwin en Vernon Duke) en er in de band goede musici zaten (zoals Georgie Auld en Buddy Rich). De groep trad regelmatig op in de CBS-radioshow 'Saturday Night Swing Club'. De grote successen bleven echter uit en Berigan had moeite de band goed te runnen. Het leidde tot een verergering van zijn drankprobleem. In 1939 was hij bankroet en gedwongen zijn orkest op te doeken. Hij ging in maart 1940 weer bij Tommy Dorsey werken, waarmee hij Frank Sinatra op plaatopnamen begeleidde. Berigan had echter moeite weer een sideman te zijn en probeerde het weer met een eigen (kleine) band. Hij bleef echter drinken en zijn gezondheid ging snel achteruit. In het voorjaar van 1942 werd hij met een longontsteking opgenomen in een ziekenhuis in Pittsburgh, waar tevens levercirrose werd geconstateerd. Berigan sloeg waarschuwingen te stoppen met drinken en trompet spelen echter in de wind en ging terug naar New York. Daar overleed hij op 2 juni 1942 aan interne bloedingen.
Berigans versie van 'I Can't get Started' werd gebruikt in enkele films: 'Save the Tiger' (1973), 'Chinatown' (van Roman Polanski, 1974) en de korte film 'The Big Shave' (van Martin Scorsese, 1967). Fox Lake houdt sinds begin jaren zeventig jaarlijks een 'Bunny Berigan Jazz Jubilee'.

## Discografie
- The Complete Brunswick, Parlophone and Vocalion Bunny Berigan Sessions (opnames 1931-1935), Mosaic
- The Pied Piper 1934-1940, Bluebird/RCA
- Bunny berigan and His Boys 1935-1936, Classics
- Bunny Berigan and the Original Dixieland Jazz Band (radio-opnames 1936), Fanfare
- Sing! Sing! Sing! volume 1, 1936-1938 (Bunny Berigan and the Rhythm makers), Jass
- Bunny Berigan and His Orchestra 1937-1938, Classics
- Classic Tracks (opnames 1937-1939), Kaz
- Bunny Berigan Plays Again, RCA Victor
- Bunny Berigan Plays Bix (songs van Bix Beiderbecke), RCA